# Bradypodion nemorale
Bradypodion nemorale је гмизавац из реда Squamata и фамилије Chamaeleonidae. 

## Угроженост
Ова врста је на нижем степену опасности од изумирања, и сматра се скоро угроженим таксоном.

## Распрострањење
Ареал врсте је ограничен на једну државу. 
Јужноафричка Република је једино познато природно станиште врсте.